# FC Kuusysi
Der FC Kuusysi (übersetzt FC Sechs-Neun bzw. FC 69) ist ein finnischer Fußballverein aus Lahti. Die erste Mannschaft fusionierte 1996 mit Lahden Reipas zum FC Lahti. Der FC Kuusysi nimmt seit 2011 wieder am Spielbetrieb teil, ab 2013 unter der Bezeichnung FC Lahti Akatemia.

## Vereinsnamen
- 1934–1963: Lahden Pallo-Miehet
- 1964–1968: Upon Pallo
- ab 1969: Lahti-69/Lahden Kuusysi/FC Kuusysi Lahti

## Geschichte
Die Lahden Pallo-Miehet scheiterten Anfang der 1960er Jahre mehrmals knapp am Aufstieg in die erste finnische Liga. Aufgrund finanzieller Schwierigkeiten des Vereins wurde der Klub im Herbst 1963 von der Firma UPO übernommen. Der Verein nahm daraufhin den Namen Upon Pallo an. 1964, in der ersten Saison nach der Umbenennung, gewann Upon Pallo mit nur einer Niederlage die Oststaffel der II divisioona, wodurch der Verein in die erstklassige Mestaruussarja aufstieg. Nach dem Wiederabstieg 1965 und dem erneuten Aufstieg 1966 spielte der Verein von 1967 bis 1974 durchgehend erstklassig. 1969 erfolgte die Umbenennung in Lahden Kuusysi. 1981 schaffte Kuusysi nach sieben Jahren in der zweiten Liga wieder den Aufstieg in die Mestaruussarja. Außerdem erreichte die Mannschaft das Finale des finnischen Fußballpokals, verlor aber mit 0:4 gegen Helsingin Jalkapalloklubi. In der ersten Erstligasaison nach dem Wiederaufstieg belegte Kuusysi den sechsten Platz nach der regulären Spielrunde. In der anschließenden Meisterschaftsrunde gelang Kuusysi der Sprung auf den ersten Tabellenplatz. Somit wurde Kuusysi als Aufsteiger zum ersten Mal finnischer Meister.
In der darauffolgenden Saison 1983 gewann der Verein mit einem 2:0 gegen Helsingin Jalkapalloklubi den finnischen Pokal, ein Jahr später kam es erneut zu dieser Begegnung im Finale, Helsinki gewann diesmal mit 2:1. Dafür gewann Kuusysi 1984 zum zweiten Mal die finnische Meisterschaft. Im Europapokal der Landesmeister 1985/86, für den sich Kuusysi damit qualifizierte, wurde der jugoslawische Meister FK Sarajevo in der 1. Runde zweimal mit 2:1 besiegt. Nach einem 1:2 und einem 3:1 nach Verlängerung gegen Zenit Leningrad erreichte Kuusysi das Viertelfinale, wo man gegen den späteren Gewinner Steaua Bukarest nach einem 0:0 und einer 0:1-Niederlage im Rückspiel in Helsinki ausschied. 1986 gewann der Klub aus Lahti erneut die Meisterschaft, 1987 den Pokal durch ein 5:4 über Oulun Työväen Palloilijat. 1989 und 1991 folgten die Meisterschaften vier und fünf. Nach einem 13. Rang in der Veikkausliiga 1995 stieg der FC Kuusysi in die Ykkönen ab. Dort spielte die Mannschaft 1996 unter anderem mit Lahden Reipas. Mit diesem Klub fusionierte Kuusysi im Anschluss der Saison zum FC Lahti, der 1997 Kuusysis Platz in der Ykkönen einnahm. Kuusysi bildete erst ab 2011 wieder eine eigene Mannschaft, die den Platz der City Stars aus Lahti in der Kakkonen einnahm. 2013 folgte die Umbenennung in FC Lahti Akatemia. Die Mannschaft dient als Nachwuchsteam des FC Lahti.

## Europapokalbilanz
| Saison  | Wettbewerb                    | Runde         | Gegner                   | Gesamt | Hin     | Rück          |
| ------- | ----------------------------- | ------------- | ------------------------ | ------ | ------- | ------------- |
| 1982/83 | Europapokal der Pokalsieger   | 1. Runde      | Galatasaray Istanbul     | 2:3    | 1:2 (A) | 1:1 (H)       |
| 1983/84 | Europapokal der Landesmeister | 1. Runde      | Dinamo Bukarest          | 0:4    | 0:1 (H) | 0:3 (A)       |
| 1984/85 | Europapokal der Pokalsieger   | 1. Runde      | Internationál Bratislava | 1:2    | 1:2 (A) | 0:0 (H)       |
| 1985/86 | Europapokal der Landesmeister | 1. Runde      | FK Sarajevo              | 4:2    | 2:1 (H) | 2:1 (A)       |
| 1985/86 | Europapokal der Landesmeister | 2. Runde      | Zenit Leningrad          | 4:3    | 1:2 (A) | 3:1 n. V. (H) |
| 1985/86 | Europapokal der Landesmeister | Viertelfinale | Steaua Bukarest          | 0:1    | 0:0 (A) | 0:1 (H)       |
| 1987/88 | Europapokal der Landesmeister | 1. Runde      | Neuchâtel Xamax          | 2:6    | 0:5 (A) | 2:1 (H)       |
| 1988/89 | Europapokal der Pokalsieger   | 1. Runde      | Dinamo Bukarest          | 0:6    | 0:3 (A) | 0:3 (H)       |
| 1989/90 | UEFA-Pokal                    | 1. Runde      | Paris Saint-Germain      | 2:3    | 0:0 (H) | 2:3 (A)       |
| 1990/91 | Europapokal der Landesmeister | 1. Runde      | FC Swarovski Tirol       | 1:7    | 0:5 (A) | 1:2 (H)       |
| 1991/92 | UEFA-Pokal                    | 1. Runde      | FC Liverpool             | 2:6    | 1:6 (A) | 1:0 (H)       |
| 1992/93 | UEFA Champions League         | 1. Runde      | Dinamo Bukarest          | 1:2    | 1:0 (H) | 0:2 n. V. (A) |
| 1993/94 | UEFA-Pokal                    | 1. Runde      | KSV Waregem              | 6:1    | 4:0 (H) | 2:1 (A)       |
| 1993/94 | UEFA-Pokal                    | 2. Runde      | Brøndby IF               | 2:7    | 1:4 (H) | 1:3 (A)       |

Gesamtbilanz: 28 Spiele, 8 Siege, 4 Unentschieden, 16 Niederlagen, 27:53 Tore (Tordifferenz −26)

## Platzierungen
| Saison               | Klasse               | Liga                        | Platzierung          | Bemerkung                                         | Nat. Pokal           | Int. Pokal                  |
| Lahden Pallo-Miehet: | Lahden Pallo-Miehet: | Lahden Pallo-Miehet:        | Lahden Pallo-Miehet: | Lahden Pallo-Miehet:                              | Lahden Pallo-Miehet: | Lahden Pallo-Miehet:        |
| -------------------- | -------------------- | --------------------------- | -------------------- | ------------------------------------------------- | -------------------- | --------------------------- |
| 1939                 | II.                  | Suomensarja, Staffel West 1 | 06. Platz/07         |                                                   |                      |                             |
|                      |                      |                             |                      |                                                   |                      |                             |
| 1958                 | II.                  | Suomensarja, Staffel West   | 07. Platz/08         |                                                   |                      |                             |
| 1959                 | II.                  | Suomensarja, Staffel West   | 05. Platz/10         |                                                   |                      |                             |
| 1960                 | II.                  | Suomensarja, Staffel Ost    | 02. Platz/12         |                                                   |                      |                             |
| 1961                 | II.                  | Suomensarja, Staffel Ost    | 09. Platz/12         |                                                   |                      |                             |
| 1962                 | II.                  | Suomensarja, Staffel Ost    | 02. Platz/12         |                                                   |                      |                             |
| 1963                 | II.                  | Suomensarja, Staffel Ost    | 02. Platz/12         |                                                   |                      |                             |
| Upon Pallo:          |                      |                             |                      |                                                   |                      |                             |
| 1964                 | II.                  | Suomensarja, Staffel Ost    | 01. Platz/12         | Aufstieg                                          |                      |                             |
| 1965                 | I.                   | Mestaruussarja              | 10. Platz/12         | Abstieg                                           |                      |                             |
| 1966                 | II.                  | Suomensarja, Staffel Ost    | 01. Platz/12         | Aufstieg                                          |                      |                             |
| 1967                 | I.                   | Mestaruussarja              | 04. Platz/12         |                                                   |                      |                             |
| 1968                 | I.                   | Mestaruussarja              | 06. Platz/12         |                                                   |                      |                             |
| Lahden Kuusysi:      |                      |                             |                      |                                                   |                      |                             |
| 1969                 | I.                   | Mestaruussarja              | 10. Platz/12         |                                                   |                      |                             |
| 1970                 | I.                   | Mestaruussarja              | 09. Platz/12         |                                                   |                      |                             |
| 1971                 | I.                   | Mestaruussarja              | 06. Platz/12         |                                                   |                      |                             |
| 1972                 | I.                   | Mestaruussarja              | 06. Platz/12         |                                                   |                      |                             |
| 1973                 | I.                   | Mestaruussarja              | 08. Platz/12         |                                                   |                      |                             |
| 1974                 | I.                   | Mestaruussarja              | 11. Platz/12         | Abstieg                                           |                      |                             |
| 1975                 | II.                  | I divisioona                | 09. Platz/12         |                                                   |                      |                             |
| 1976                 | II.                  | I divisioona                | 08. Platz/12         |                                                   |                      |                             |
| 1977                 | II.                  | I divisioona                | 03. Platz/12         |                                                   |                      |                             |
| 1978                 | II.                  | I divisioona                | 09. Platz/12         |                                                   |                      |                             |
| 1979                 | II.                  | I divisioona                | 08. Platz/12         | Teilnahme Abstiegsrunde, Klassenerhalt            |                      |                             |
| 1980                 | II.                  | I divisioona                | 04. Platz/12         | Teilnahme Aufstiegsrunde, Klassenverbleib         |                      |                             |
| 1981                 | II.                  | I divisioona                | 01. Platz/12         | Teilnahme Aufstiegsrunde, Aufstieg                | Finalteilnahme       |                             |
| 1982                 | I.                   | Mestaruussarja              | 06. Platz/12         | Teilnahme Meisterschaftsrunde, Finnischer Meister |                      | 1. Runde Pokalsieger        |
| 1983                 | I.                   | Mestaruussarja              | 04. Platz/12         | Teilnahme Meisterschaftsrunde, 5. Platz           | Pokalsieger          | 1. Runde Landesmeister      |
| 1984                 | I.                   | Mestaruussarja              | 03. Platz/12         | Teilnahme Meisterschaftsrunde, Finnischer Meister | Finalteilnahme       | 1. Runde Pokalsieger        |
| 1985                 | I.                   | Mestaruussarja              | 05. Platz/12         |                                                   |                      | Viertelfinale Landesmeister |
| 1986                 | I.                   | Mestaruussarja              | 01. Platz/12         | Finnischer Meister                                |                      |                             |
| 1987                 | I.                   | Mestaruussarja              | 02. Platz/12         |                                                   | Pokalsieger          | 1. Runde Landesmeister      |
| 1988                 | I.                   | Mestaruussarja              | 02. Platz/12         | Teilnahme Meisterschaftsrunde, 2. Platz           |                      | 1. Runde Pokalsieger        |
| 1989                 | I.                   | Mestaruussarja              | 01. Platz/12         | Teilnahme Meisterschaftsrunde, Finnischer Meister |                      | 1. Runde UEFA-Pokal         |
| 1990                 | I.                   | Futisliiga                  | 01. Platz/12         | Teilnahme Meisterschaftsrunde, 2. Platz           |                      | 1. Runde Landesmeister      |
| 1991                 | I.                   | Futisliiga                  | 01. Platz/12         | Finnischer Meister                                | Finalteilnahme       | 1. Runde Pokalsieger        |
| 1992                 | I.                   | Veikkausliiga               | 02. Platz/12         |                                                   |                      | 1. Runde Champions League   |
| 1993                 | I.                   | Veikkausliiga               | 06. Platz/12         | Teilnahme Meisterschaftsrunde, 4. Platz           |                      | 2. Runde UEFA-Pokal         |
| 1994                 | I.                   | Veikkausliiga               | 09. Platz/14         |                                                   |                      |                             |
| 1995                 | I.                   | Veikkausliiga               | 13. Platz/14         | Abstieg                                           |                      |                             |
| 1996                 | II.                  | Ykkönen, Staffel Nord       | 03. Platz/10         |                                                   |                      |                             |
|                      |                      |                             |                      |                                                   |                      |                             |
| 2011                 | III.                 | Kakkonen, Gruppe A          | 06. Platz/14         |                                                   |                      |                             |
| 2012                 | III.                 | Kakkonen, Staffel Ost       | 04. Platz/10         |                                                   |                      |                             |
| FC Lahti Akatemia:   |                      |                             |                      |                                                   |                      |                             |
| 2013                 | III.                 | Kakkonen, Staffel Ost       | 04. Platz/10         |                                                   |                      |                             |

## Erfolge
- Finnischer Meister (5): 1982, 1984, 1986, 1989, 1991
- Finnischer Pokalsieger (2): 1983, 1987
- Finnischer Vizepokalsieger (3): 1981, 1984, 1991

- Mannschaft des Jahres in Finnland: 1986

## Spieler
- Kari Eloranta (198?–198?)
- Petri Pasanen (1987–1997) Jugend, (1997) Spieler,
- Sixten Boström (1988–1989, 1990–1991)
- Timo Marjamaa (1995–1999)
- Kaarlo Rantanen (2012–)

## Eishockey
Der Verein unterhielt früher auch eine Eishockeyabteilung. Von 1966 bis 1969 spielte Esa Peltonen für Upon Pallo.